# Tejaswin Shankar
Tejaswin Shankar (* 21. Dezember 1998 in Neu-Delhi) ist ein indischer Leichtathlet, der sich auf den Hochsprung spezialisiert hat und auch im Zehnkampf an den Start geht. Er ist aktueller Inhaber des Landesrekordes im Hochsprung.

## Sportliche Laufbahn
Erste internationale Erfahrungen sammelte Tejaswin Shankar bei den Jugendweltmeisterschaften 2015 in Cali, bei denen er mit 2,07 m den achten Platz belegte. Anschließend gewann er bei den Commonwealth Youth Games in Apia mit 2,14 m die Goldmedaille. 2016 gelang es ihm bei den Hallenasienmeisterschaften in Doha nicht, die Anfangshöhe zu überqueren. Bei den Juniorenasienmeisterschaften in der Ho-Chi-Minh-Stadt belegte er mit 2,07 m Rang sieben. Zudem gewann er bei den Südasienspielen in Guwahati mit 2,17 m die Silbermedaille hinter Manjula Kumara aus Sri Lanka. 2018 nahm er erstmals an den Commonwealth Games im australischen Gold Coast teil und belegte dort mit 2,24 m den geteilten sechsten Platz. Daraufhin zog er in die Vereinigten Staaten und studierte dort an der Kansas State University. 2022 startete er erneut bei den Commonwealth Games und gewann dort mit einer Höhe von 2,22 m die Bronzemedaille hinter dem Neuseeländer Hamish Kerr und Brandon Starc aus Australien. Im Jahr darauf gewann er bei den Asienmeisterschaften in Bangkok mit 7527 Punkten die Bronzemedaille im Zehnkampf hinter dem Japaner Yuma Maruyama und Suttisak Singkhon aus Thailand. Zudem belegte er im Hochsprung mit 2,10 m den siebten Platz. Im August belegte er bei den World University Games in Chengdu mit 2,15 m den sechsten Platz im Hochsprung und im Oktober gewann er bei den Asienspielen in Hangzhou mit 7666 Punkten die Silbermedaille im Zehnkampf hinter dem Chinesen Sun Qihao.
2025 gewann er bei den Asienmeisterschaften in Gumi mit 7618 Punkten die Silbermedaille im Zehnkampf hinter dem Chinesen Fei Xiang.
2021 wurde Shankar indischer Meister im Hochsprung sowie 2023 im Zehnkampf.

## Persönliche Bestleistungen
- Hochsprung: 2,29 m, 27. April 2018 in Lubbock (indischer Rekord)
- Zehnkampf: 7666 Punkte, 3. Oktober 2023 in Hangzhou (indischer Rekord)
  - Siebenkampf (Halle): 5650 Punkte, 30. Januar 2021 in Manhattan (indischer Rekord)